# Бібліотека (псевдо-Аполлодор)
«Бібліотека» (дав.-гр. Βιβλιοθήκη), також знана як «„Міфологічна бібліотека“ псевдо-Аполлодора», — збірка давньогрецьких міфів і героїчних легенд у трьох книгах, зазвичай датованих I або II століттям нашої ери.
Авторство збірки традиційно приписували Аполлодору Афінському, але нині його вважають хибним, тому до імені автора додано префікс «псевдо-»: псевдо-Аполлодор. «Бібліотека» є одним із найцінніших збережених міфографічних творів.
Короткі та викладені без прикрас міфи в «Бібліотеці» дозволили деяким дослідникам припустити що навіть її повні розділи є епітомами втраченої роботи.

## Псевдо-Аполлодор
На деяких рукописах, що збереглися, автором указано «Аполлодора» (Diller 1983). Його помилково ототожнено з Аполлодором Афінським (народився близько 180 р. до н. е.), учнем Аристарха Самофракійського, оскільки відомо (із згадок у малій схолії про Гомера), що Аполлодор Афінський дійсно залишив після себе подібну всеосяжну працю з міфології у формі віршованої хроніки. Проте збережений донині текст «Бібліотеки» цитує римського автора I століття до н. е. Кастора Родоського, сучасника Цицерона. Вчені помилилися з атрибуцією після згадування константинопольським патріархом Фотієм I цього імені, хоча він не називав його афінянином, а це ім'я на той час було досить уживаним. Оскільки з хронологічних причин Аполлодор Афінський не міг написати цю книгу, автора «Бібліотеки», задля більшої коректності, умовно називають «псевдо-Аполлодором».
Одним із численних джерел для псевдо-Аполлодора є «Трагомудени» IV століття до н. е. авторства Асклепіада Трагільського, перша відома грецька міфографічна збірка.

## Рукописи
Перша згадка Фотія I про роботу сягає IX століття. «Бібліотека» була майже втрачена в XIII столітті, зберігшись в одному, нині неповному, рукописі, який у XV столітті скопіювали для кардинала Віссаріона Нікейського; інші збережені рукописи походять від цієї копії.
Хоча «Бібліотека» була розділена на рукописи, її умовно ділять на три книги. Частину третьої книги, яка різко обривається на оповіді про Тесея, була втрачена. Фотій мав перед собою повне зібрання творів псевдо-Аполлодора, оскільки він згадує в своєму «звіті про прочитані книги», що в ньому містяться розповіді про героїв Троянської війни і «повернення», які відсутні в рукописах, що збереглися. Британський культуролог Джеймс Джордж Фрейзер опублікував епітому книги, об'єднавши два рукописні виклади тексту, які включали втрачену частину.

## Видання
Перше друковане видання «Бібліотеки» опубліковано в Римі 1555 року за редакцією Бенедетто Егіо (Benedictus Aegius) зі Сполето, який розділив текст на три книги, але зробив багато необґрунтованих виправлень у дуже спотвореному тексті. 1559 року Ієронім Коммелін опублікував у Гейдельберзі покращений текст. Першим текстом, заснованим на порівнянні рукописів, був текст Християна Готлоба Гейне, виданий у Геттінгені в 1782—1883 роках.